# Jicchak Tabenkin
Jicchak Tabenkin (hebr.: יצחק טבנקין, ang.: Yitzhak Tabenkin, ur. 8 stycznia 1888 w Bobrujsku, zm. 6 czerwca 1971) – izraelski polityk, poseł do Knesetu w latach 1949–1951 z listy Mapam, a w latach 1955–1959 z listy Achdut ha-Awoda.
Studiował w Warszawie, Wiedniu i Bernie. Do Palestyny wyemigrował w 1912. Był jednym z założycieli Achdut ha-Awoda, Histadrutu oraz Ruchu Kibucowego.
W wyborach parlamentarnych w 1949 po raz pierwszy dostał się do izraelskiego parlamentu z listy Mapam. 12 kwietnia 1951 zrezygnował z mandatu, który objął po nim Dawid Liwszic. Powrócił do Knesetu po wyborach w 1955 z listy Achdut ha-Awoda. Również tym razem nie pozostał w poselskich ławach do końca kadencji – zrezygnował 9 czerwca 1958, zastąpiony przez Moeszego Karmela.
Ojciec Josefa.